# Asociace finančních zprostředkovatelů a finančních poradců České republiky
Asociace finančních zprostředkovatelů a finančních poradců České republiky (ve zkratce AFIZ) je uskupení sdružující jak fyzické, tak právnické osoby, které nabízejí investiční poradenství. Je označována za nejvýznamnější profesní asociaci pro oblast finančního poradenství v České republice. Asociace byla založena v roce 2002 pod názvem Asociace registrovaných investičních zprostředkovatelů (ve zkratce ARIZ ČR) a v roce 2004 byla přejmenována na současný název. Svým členům poskytuje odborné konzultace a též hájí jejich zájmy při přípravě nových zákonů věnujících se oblasti finančnictví. Jejím nejvyšším představitelem – prezidentem – byl i bývalý ministr Tomáš Ježek. Ke konci roku 2009 bylo sdružovala asociace celkem 13 společností, které nabízejí finanční poradenství. Přibližně v polovině roku 2018 se AFIZ spojila s Unií společností finančního zprostředkování a poradenství (USF), vlivem čehož vznikla Česká asociace společností finančního poradenství a zprostředkování (ČASF).
Pod záštitou asociace se uskutečnil projekt zaměřený na podporu finanční gramotnosti, v jehož rámci byly uspořádány série přednášek či seminářů určených studentům středních a vysokých škol.